# التصنيفات الدولية لجورجيا
فيما يلي قائمة التصنيفات الدولية لدولة  جورجيا.

## الديموغرافيا
| التصنيف                                      | الرتبة | من أصل | المصدر            | ملاحظات | السنة   |
| -------------------------------------------- | ------ | ------ | ----------------- | --- | ------- |
| قائمة البلدان والتبعيات حسب عدد السكان       | 122    | 240    | كتاب حقائق العالم | عدد السكان 4,935,880 نسمة مع وجود أراض متنازع عليها في أبخازيا وأوسيتيا الجنوبية. عدد السكان 4490.500 نسمة بدون أراض متنازع عليها وهذا يعادل قرابة 0.062% من سكان العالم | 2014    |
| قائمة البلدان والتبعيات حسب الكثافة السكانية | 146    | 242    | الأمم المتحدة     | الكثافة السكانية تساوي 64 نسمة/كم2 | 2013    |
| قائمة الدول حسب معدل المواليد                | 155    | 224    | كتاب حقائق العالم | 12.93 ولادة لكل 1000 نسمة/السنة | 2014    |
| قائمة الدول حسب معدل الوفيات                 | 37     | 224    | كتاب حقائق العالم | 10.77 حالة وفاة لكل 1000 نسمة/السنة | 2014    |
| المعدل الصافي للهجرة                         | 182    | 222    | كتاب حقائق العالم | عدد المهاجرين/1000 نسمة: -3.25 مهاجر لكل 1000 نسمة/السنة | 2014    |
| قائمة الدول حسب معدل النمو السكاني           | 206    | 233    | كتاب حقائق العالم | معدل النمو السكاني -0.11% | 2014    |
| قائمة الدول والأقاليم حسب معدل الخصوبة       | 159    | 224    | كتاب حقائق العالم | معدل الخصوبة الكلي بواقع 1.77 ولادة/امرأة\|2014 |         |
| التمدن حسب الدول                             | 108    | 195    | الأمم المتحدة     | 52.8% من السكان حضريون | 2005-10 |
| التمدن حسب الدول                             | 191    | 195    | الأمم المتحدة     | معدل التحضر هو -0.6% | 2005-10 |
| قائمة الدول حسب السكان المهاجرين إليها       | 93     | 194    | الأمم المتحدة     | المهاجرون في جورجيا: 189,893 أو 4.4% من سكان جورجيا المواطنين | 2013    |
| قائمة الدول حسب متوسط العمر المتوقع          | 108    | عالمياً | الأمم المتحدة     | متوسط العمر المتوقع 74.5 سنة؛ الذكور: 70.2 سنة؛ الإناث: 78.8 سنة | 2013    |
| قائمة الدول حسب متوسط العمر                  | 44     | 228    | كتاب حقائق العالم | متوسط العمر الإجمالي: 38.8؛ متوسط عمر الذكور: 36.3؛ متوسط عمر الإناث: 41.3                                                                                               | 2010    |

## الصحة
| الاسم                                                   | الرتبة | من أصل | المصدر                        | ملاحظات | السنة |
| ------------------------------------------------------- | ------ | ------ | ----------------------------- | --- | ----- |
| قائمة البلدان حسب معدل الانتحار                         | 74     | 109    | منظمة الصحة العالمية          | مُدرجة من أعلى معدل انتحار إلى أدنى معدل؛ جورجيا: الذكور=7.1/100000 شخص، الإناث=1.7/100000 شخص، الإجمالي=4.3/100000 شخص                                                  | 2010  |
| انتشار استخدام التبغ                                    | 47     | 185    | منظمة الصحة العالمية          | 1032 عدد السجائر التي يدخنها الشخص البالغ سنويا | 2011  |
| قائمة الدول حسب استهلاك المشروبات الكحولية للفرد        | 67     | عالمياً | منظمة الصحة العالمية          | ويبلغ نصيب الفرد من استهلاك الكحول 7.7 لترا سنويا؛ النبيذ: 49.8%؛ المشروبات الروحية: 33.2%؛ البيرة: 17%؛ أخرى: 0.1%؛ معلومات إضافية: الكحول والسرطان ومرض الكبد الكحولي | 2010  |
| عدد الأطباء لكل 1000 شخص                                | 6      | عالمياً | البنك الدولي                  | 4.8 طبيباً/1000 نسمة | 2010  |
| قائمة الدول حسب معدل انتشار الإيدز بين البالغين         | 93     | عالمياً | كتاب حقائق العالم             | يبلغ معدل انتشار فيروس نقص المناعة البشرية/الإيدز 0.3% من السكان؛ ويموت 200 شخص بسبب فيروس نقص المناعة البشرية/الإيدز سنويًا                                             | 2012  |
| استخدام خدمات الصرف الصحي                               | 22     | 129    | كتاب حقائق العالم             | 99% من السكان لديهم القدرة على استعمال خدمات الصرف الصحي المناسب | 2003  |
| تناول السعرات الحرارية الغذائية                         | 75     | عالمياً | منظمة الأغذية والزراعة        | يستهلك الجورجيون في المتوسط 2.810 سعراً حرارياً/شخص/يوم؛ معلومات إضافية: تغذية                                                                                            | 2012  |
| إجمالي الإنفاق الصحي للفرد                              | 69     | عالمياً | منظمة الصحة العالمية          | 524 دولاراً أمريكياً تُنفق على الصحة للفرد الواحد | 2010  |
| الإنفاق على الصحة كنسبة مئوية من الناتج المحلي الإجمالي | 27     | 188    | منظمة الصحة العالمية          | 10.8% من الناتج المحلي الإجمالي ينفق على الصحة | 2010  |
| إجمالي السكان الذين يعانون من سوء التغذية               | 59     | 103    | إحصائيات سوء التغذية الوبائية | مُدرجة من أعلى معدل إلى أدنى معدل؛ جورجيا: 13% من السكان يعانون من سوء التغذية                                                                                           | 2003  |
| متوسط العمر الصحي المتوقع عند الولادة                   | 49     | 195    | منظمة الصحة العالمية          | متوسط العمر المتوقع الصحي الإجمالي (HALE) 64 عامًا في المتوسط عند الولادة؛ مرتبة من أعلى متوسط عمر متوقع صحي إلى أدنى متوسط عمر متوقع صحي                                | 2013  |
| معدل وفيات الأطفال دون سن الخامسة                       | 100    | عالمياً | البنك الدولي                  | متوسط العمر المتوقع الصحي الإجمالي (HALE) 64 عامًا في المتوسط عند الولادة؛ مرتبة من أعلى متوسط عمر متوقع صحي إلى أدنى متوسط عمر متوقع صحي                                | 2012  |

## المجتمع
| التصنيف                                                   | الرتبة | من أصل | المصدر                                                                         | ملاحظات | السنة     |
| --------------------------------------------------------- | ------ | ------ | ------------------------------------------------------------------------------ | --- | --------- |
| معيار جودة المعيشة                                        | 96     | 194    | وحدة استخبارات الإكونوميست                                                     | تتضمن المتغيرات المستقلة تكلفة المعيشة والثقافة والاقتصاد والسلامة والبيئة والحرية والصحة والبنية الأساسية والمناخ                                                        | 2010      |
| مؤشر ليجاتوم للازدهار                                     | 84     | 142    | معهد ليجاتوم                                                                   | من حيث رأس المال الاجتماعي، تحتل جورجيا المرتبة 138 من بين 142 دولة، مما يمثل مستوى منخفضًا للغاية من الثقة والتطوع في المجتمع الجورجي                                     | 2013      |
| مؤشر الرضا عن الحياة                                      | 169    | 178    | مؤشر الرضا عن الحياة                                                           | مقياس الثروة والصحة والقدرة على الحصول على التعليم الأساسي؛ معلومات إضافية: تطور ثقافي-اجتماعي واقتصاد السعادة                                                            | 2006      |
| مؤشر المجتمع المستدام                                     | 62     | 151    | ترتيب المجتمع المستدام لعام 2012 نسخة محفوظة 2014-08-20 على موقع واي باك مشين. | يقيس مؤشر المجتمع المستدام ثلاثة أبعاد للرفاهية البشرية والبيئية والاقتصادية؛ للاستزادة: SSI 2012 complete report                                                         | 2012      |
| تقرير الفجوة العالمية بين الجنسين                         | 86     | 136    | المنتدى الاقتصادي العالمي                                                      | تتكون ركائز تقرير التنمية البشرية العالمية من أربعة: المشاركة الاقتصادية والتنمية، والتحصيل التعليمي، والصحة والبقاء، والتمكين السياسي. معلومات إضافية: التقرير لعام 2013 | 2013      |
| تقرير حالة الأمهات حول العالم الخاص بمنظمة أنقذوا الأطفال | 98     | 178    | أنقذوا الأطفال: تقرير حالة الأمهات حول العالم الخاص بمنظمة أنقذوا الأطفال      | المؤشر هو مقياس مركب محسوب للمؤشرات الخاصة بالصحة والتعليم والمساواة والحرية الاقتصادية والتغذية والوضع السياسي فيما يتعلق برفاهية الأمهات                                | 2014      |
| مؤش نمو الطفل                                             | 43     | 141    | أنقذوا الأطفال: مؤشر نمو الطفل 2012 [وصلة مكسورة]                              | يقيس المؤشر التعليم والصحة والتغذية للأطفال. تعد جورجيا واحدة من أكبر عشر دول نامية من حيث مؤشر التنمية البشرية، حيث ارتفعت 18 مركزًا في الفترة من 1995 إلى 2010           | 2005-2010 |
| مؤشر التنمية حسب نوع الجنس                                | 79     | 187    | الأمم المتحدة / التقرير كاملاً                                                  | يوضح المؤشر عدم المساواة بين الرجال والنساء في هذه المجالات: الحياة الطويلة والصحية، والمعرفة، ومستوى المعيشة اللائق                                                      | 2013      |
| قائمة الدول حسب معدل السجن                                | 62     | 222    | المركز الدولي لدراسات السجون                                                   | 219 سجينًا لكل 100 ألف شخص | 2014      |
| قائمة الدول حسب معدل جرائم القتل                          | 103    | عالمياً | الأمم المتحدة                                                                  | من الأدنى إلى الأعلى؛ معدل جرائم القتل: 4.3 جريمة قتل عمد لكل 100 ألف شخص. في عام 2010، ارتُكبت 187 جريمة قتل.                                                             | 2010      |
| استقلال القضاء                                            | 91     | 148    | المنتدى الاقتصادي العالمي                                                      | مدى استقلال القضاء | 2013      |
| موثوقية خدمات الشرطة                                      | 37     | 148    | المنتدى الاقتصادي العالمي                                                      | | 2013      |
| الجريمة المنظمة                                           | 62     | 148    | المنتدى الاقتصادي العالمي                                                      | مدى القدرة على ضبط الجريمة المنظمة | 2013      |

## التعليم
| التصنيف                                                       | الرتبة   | من أصل                        | المصدر                           | ملاحظات | السنة |
| ------------------------------------------------------------- | -------- | ----------------------------- | -------------------------------- | --- | ----- |
| قائمة الدول حسب نسب الإلمام بالقراءة والكتابة                 | 13       | عالمياً                        | كتاب حقائق العالم                | 99.7% من السكان بعمر 15 سنة فما فوق يمكنهم القراءة والكتابة محو الأمية؛ معلومات إضافية: أمية تجريبية، محو الأمية، التنور العلمي                                                                                | 2011  |
| نسبة التلاميذ إلى المعلمين في المرحلة الابتدائية[وصلة مكسورة] | 199      | 199                           | البنك الدولي                     | يبلغ متوسط عدد الطلاب في المدارس الابتدائية لكل معلم 6.2 طالب. وللمقارنة، يبلغ متوسط عدد الطلاب لكل معلم في أرمينيا 19.3 طالب وفقًا للترتيب. ويظل الوضع مماثلًا في نسبة الطلاب إلى المعلمين في المدارس الثانوية. | 2012] |
| عدد طلاب التعليم الثانوي                                      | 109      | 195                           | البنك الدولي                     | 306,930 عدد طلاب التعليم الثانوي | 2002  |
| الالتحاق بالتعليم على المستوى الجامعي                         | 78       | 200                           | الأمم المتحدة                    | 155,455 عدد طلاب التعليم العالي في الدولة | 2002  |
| الالتحاق بالتعليم على المستوى الجامعي للفرد                   | 42       | 200                           | الأمم المتحدة                    | 33.69 طالبًا في المستوى الجامعي لكل 1000 شخص | 2002  |
| الإنفاق على التعليم كنسبة مئوية من الناتج المحلي الإجمالي     | 167      | 173                           | كتاب حقائق العالم                | 2% من الناتج المحلي الإجمالي ينفق على التعليم | 2012  |
| ميزانية التعليم كنسبة مئوية من إجمالي ميزانية الحكومة         | 181      | 186                           | البنك الدولي                     | تبلغ ميزانية التعليم 7.73% من إجمالي ميزانية الحكومة | 2009  |
| إجمالي متوسط العمر الدراسي المتوقع                            | 62       | 110                           | الأمم المتحدة                    | يلتحق المواطنون في المتوسط بـ11 عامًا من الدراسة | 2002  |
| تصنيف ويبومتريكس للجامعات العالمية                            | 149/2204 | أوروبا الوسطى والشرقية/عالمياً | ويبومتريكس                       | جامعة إيليا الحكومية هي الجامعة الأولى في جورجيا وكذلك أفضل جامعة في منطقة القوقاز | 2014  |
| جودة التعليم الابتدائي                                        | 94       | 148                           | المنتدى الاقتصادي العالمي        | | 2013  |
| التعليم العالي والتدريب                                       | 92       | 148                           | المنتدى الاقتصادي العالمي        | وفقًا لتقرير التنافسية العالمية، فإن ثاني أكثر العوامل إشكالية في ممارسة الأعمال التجارية في جورجيا هو القوى العاملة غير المتعلمة بشكل كافٍ                                                                      | 2013  |
| البرنامج الدولي لتقييم الطلبة في الرياضيات                    | 65       | 74                            | منظمة التعاون الاقتصادي والتنمية | تصنيفات PISA الأخرى هي 69/74 في العلوم و67/74 في محو الأمية | 2009  |

## الاقتصاد
| التصنيف                                                             | الرتبة | من أصل | المصدر                  | ملاحظات | السنة |
| ------------------------------------------------------------------- | ------ | ------ | ----------------------- | --- | ----- |
| قائمة الدول حسب الناتج المحلي الإجمالي (تعادل القوة الشرائية)       | 121    | عالمياً | البنك الدولي            | الناتج المحلي الإجمالي (تعادل القوة الشرائية)= 27.3 مليار دولار                                                                                                 | 2013  |
| قائمة الدول حسب الناتج المحلي الإجمالي (القدرة الشرائية) للفرد      | 150    | عالمياً | البنك الدولي            | الناتج المحلي الإجمالي (تعادل القوة الشرائية) للفرد= $6.100 | 2013  |
| قائمة الدول حسب نمو الناتج المحلي الإجمالي                          | 129    | عالمياً | كتاب حقائق العالم       | معدل نمو الناتج المحلي الإجمالي المُقوَّم بنسبة 2.5%؛ تباطؤ من 6.1% في عام 2012 و7.2% في عام 2011. انظر أيضًا: قائمة الدول حسب نمو الناتج المحلي الإجمالي 1980-2010 | 2013  |
| مؤشر بدء الأعمال التجارية                                           | 8      | عالمياً | البنك الدولي            | يقيس المؤشر مدى سهولة بدء عمل تجاري جديد | 2013  |
| مؤشر سهولة ممارسة الأعمال                                           | 8      | عالمياً | البنك الدولي            | | 2013  |
| مؤشر حرية الأعمال                                                   | 18     | عالمياً | مؤشر الحرية ميتا        | مؤشر قياس الحرية للشركات الخاصة | 2011  |
| مؤشر الحرية الاقتصادية                                              | 21     | عالمياً | مؤسسة هيريتيج           | | 2013  |
| قائمة الدول حسب مؤشر التنمية البشرية                                | 79     | عالمياً | الأمم المتحدة           | مؤشر التنمية البشرية 0.744، وهذا الرقم يعتبر مرتفعاً | 2013  |
| قائمة الدول حسب مستوى الدخل                                         | 34     | عالمياً | كتاب حقائق العالم       | معامل جيني لجورجيا هو 46 | 2012  |
| قائمة الدول حسب معدل التضخم                                         | 5      | عالمياً | كتاب حقائق العالم       | بلغ معدل التضخم الاقتصادي -0.5%، ما جعل جورجيا واحدة من ست دول تعاني من الانكماش عام 2013                                                                       | 2013  |
| قائمة الدول حسب الاستثمار الأجنبي المباشر المستلم                   | 83     | 105    | كتاب حقائق العالم       | 10.5 مليار دولار من الاستثمار الأجنبي المباشر | 2012  |
| قائمة الدول حسب ميزان الحساب الجاري كنسبة من الناتج المحلي الإجمالي | 43     | عالمياً | كتاب حقائق العالم       | رصيد الحساب الجاري كنسبة مئوية من الناتج المحلي الإجمالي = -8.62%. السالب أقرب إلى القمة                                                                        | 2014  |
| قائمة الدول حسب معدل البطالة                                        | 13     | عالمياً | الأمم المتحدة           | معدل البطالة 15٪؛ مرتبة من أعلى معدل بطالة إلى أدنى معدل. | 2013  |
| الناتج المحلي الإجمالي للدول حسب القطاع                             | 35     | 197    | كتاب حقائق العالم       | الزراعة = 11.2%؛ الصناعة = 41.7%؛ الخدمات = 47.1%؛ حصة النشاط المرتبط بالنفط في الناتج المحلي الإجمالي أقل من 10%                                               | 2005  |
| قائمة الدول حسب الدين العام                                         | 103    | عالمياً | كتاب حقائق العالم       | يبلغ إجمالي الدين العام 36.3% من الناتج المحلي الإجمالي | 2013  |
| قائمة الدول حسب قوة العمل                                           | 122    | عالمياً | كتاب حقائق العالم       | إجمالي القوى العاملة 1.959 مليون شخص | 2013  |
| إجمالي المدخرات كنسبة مئوية من الدخل القومي الإجمالي                | 85     | عالمياً | كتاب حقائق العالم       | نسبة إجمالي المدخرات من الناتج المحلي الإجمالي 18% | 2013  |
| المساعدات الدولية                                                   | 45     | 140    | البنك الدولي            | تلقت جورجيا مساعدات دولية بقيمة 662 مليون دولار، وتبلغ هذه النسبة قرابة 2.5% من الناتج المحلي الإجمالي عام 2012.                                                | 2012  |
| تصنيف تعقيد الصادرات                                                | 78     | عالمياً | معهد ماساتشوستس للتقانة | يقيس هذا التصنيف مدى تعقيد اقتصاد الدولة وصادراتها | 2012  |

## العولمة والابتكار
| التصنيف                 | الرتبة | من أصل | المصدر                           | ملاحظات | السنة |
| ----------------------- | ------ | ------ | -------------------------------- | --- | ----- |
| تقرير التنافسية العالمي | 73     | 148    | المنتدى الاقتصادي العالمي        | تقرير يقيس القدرة التنافسية الاقتصادية العالمية                                                                                    | 2013  |
| مؤشر العولمة            | 64     | 207    | KOF Globalization Index          | العولمة الاقتصادية: المركز الخامس والعشرين، العولمة الاجتماعية: المركز الثاني والثمانين، العولمة السياسية: المركز الرابع والأربعين | 2013  |
| مؤشر الابتكار العالمي   | 57     | 133    | المنظمة العالمية للملكية الفكرية | يقيس المؤشر البيئة المواتية للابتكار؛ معلومات إضافية: إبداع                                                                        | 2024  |

## السياسة
| التصنيف                          | الرتبة | من أصل | المصدر                     | ملاحظات                                                                                            | السنة |
| -------------------------------- | ------ | ------ | -------------------------- | -------------------------------------------------------------------------------------------------- | ----- |
| مؤشر السلام العالمي              | 111    | 162    | وحدة استخبارات الإكونوميست | معلومات إضافية: GPI map for 2014                                                                   | 2014  |
| مؤشر مدركات الفساد               | 55     | 177    | الشفافية الدولية           | الدرجة:49/100                                                                                      | 2013  |
| المدفوعات غير المنتظمة والرشاوى  | 28     | 148    | المنتدى الاقتصادي العالمي  | انتشار الرشوة في بيئة الأعمال                                                                      | 2013  |
| مراسلون بلا حدود                 | 84     | 180    | مراسلون بلا حدود           | | 2013  |
| مؤشر الديمقراطية                 | 102    | 167    | وحدة استخبارات الإكونوميست | نظام مختلط                                                                                         | 2012  |
| قائمة الدول حسب مؤشر الدول الهشة | 65     | 178    | صندوق السلام               | معلومات إضافية: https://web.archive.org/web/20141118024503/http://ffp.statesindex.org/2014-georgia | 2014  |
| مؤشر الحرية                      | 57     | 166    | مؤشر الحرية                | | 2014  |
| الثقة العامة بالسياسيين          | 75     | 148    | المنتدى الاقتصادي العالمي  | درجة ثقة الجمهور في المعايير الأخلاقية لسياسييهم.                                                  | 2013  |

## الاتصالات وتكنولوجيا المعلومات
| التصنيف                                        | الترتيب | من أصل | المصدر                                                                   | ملاحظات                                                                       | السنة |
| ---------------------------------------------- | ------- | ------ | ------------------------------------------------------------------------ | ----------------------------------------------------------------------------- | ----- |
| قائمة الدول حسب عدد مستخدمي الإنترنت           | 91      | 212    | إحصائيات الإنترنت العالمية نسخة محفوظة 2011-06-23 على موقع واي باك مشين. | يستخدم 2,079,917 مواطناً جورجيًا الإنترنت، وهو ما يعادل أو 45.5% من السكان      | 2012  |
| إجمالي عدد مستخدمي الإنترنت عريض النطاق        | 76/71   | 193    | الاتحاد الدولي للاتصالات                                                 | الاشتراكات الثابتة: 416,000 أو 9.1%/الاشتراكات المحمولة: 1,023,000 أو 22.4%   | 2012  |
| مؤشر تطور تكنولوجيا المعلومات والاتصالات       | 71      | 157    | الأمم المتحدة                                                            | التصنيف المجمّع لاستخدام تكنولوجيا المعلومات والاتصالات والوصول إليها وتطويرها | 2012  |
| تطور الحكومة الإلكترونية                       | 56      | 193    | الأمم المتحدة                                                            | قياس قدرات الحكومة الإلكترونية في الدولة                                      | 2014  |
| المشاركة الإلكترونية العامة                    | 47      | 193    | الأمم المتحدة                                                            | قياس مشاركة سكان الدولة في الحكومة الإلكترونية                                | 2014  |
| قائمة الدول حسب عدد خطوط الهاتف                | 67      | 220    | كتاب حقائق العالم                                                        | عدد خطوط الهاتف الفعالة 1,276,000                                             | 2012  |
| قائمة الدول حسب عدد الهواتف المحمولة           | 116     | 220    | كتاب حقائق العالم                                                        | عدد الأجهزة الخلوية الفعالة 4.699 جهاز                                        | 2012  |
| قائمة الدول ذات السيادة حسب عدد مضيفي الإنترنت | 59      | 232    | كتاب حقائق العالم                                                        | إجمالي مستضيفي الإنترنت 357,864                                               | 2012  |
| سرعة الإنترنت                                  | 61      | 192    | سبيد تست                                                                 | متوسط سرعة التنزيل 14.46 ميجابايت في الثانية                                  | 2014  |

## البيئة
| التصنيف                                           | الترتيب | من أصل | المصدر                | ملاحظات | السنة |
| ------------------------------------------------- | ------- | ------ | --------------------- | --- | ----- |
| مؤشر الأداء البيئي                                | 101     | 178    | جامعة ييل             | قدرة الشعوب على حماية البيئة | 2014  |
| مؤشر السعادة العالمي                              | 55      | 110    | مؤسسة الاقتصاد الجديد | مؤشر الكوكب السعيد هو مقياس للكفاءة البيئية لدعم رفاهية المواطنين؛ مؤشر جورجيا: 46                                                                                              | 2012  |
| توافر المياه للشخص                                | 41      | 176    | البنك الدولي          | توفّر المياه العذبة سنويًا بمعدل 12.966 مترًا مكعبًا للشخص الواحد؛ مقياس المياه المتجددة الداخلية (متوسط الصرف السنوي وإعادة تغذية المياه الجوفية الناتجة عن هطول الأمطار الداخلية) | 2011  |
| قائمة الدول حسب مجموع موارد المياه المتجددة       | 86      | 173    | كتاب حقائق العالم     | يبلغ إجمالي موارد المياه المتجددة في جورجيا 63.33 كيلومتر مكعب؛ مزيد من المعلومات: الأمن المائي وموارد مائية وذروة الماء                                                        | 2012  |
| إحصاءات استخدام الأراضي حسب البلد                 | 110     | 192    | كتاب حقائق العالم     | تبلغ المساحة الكلية للأراضي المزروعة 10,664 كيلو متر مربع بنسبة 15.3% من إجمالي مساحة الأرض                                                                                     | 2012  |
| قائمة الدول حسب انبعاثات ثاني أكسيد الكربون للفرد | 144     | 214    | الأمم المتحدة         | 2.6 طناً من الكربون2 الانبعاثات للشخص الواحد؛ المزيد من المعلومات: CO2 خريطة الانبعاثات للشخص الواحد                                                                             | 2012  |
| قائمة الدول حسب مساحة الغابات                     | 61      | 220    | الأمم المتحدة         | 40% من إجمالي مساحة اليابسة، 27,880 كيلومتر مربع من الغابات | 2012  |